# Phlebotomus
Phlebotomus är ett släkte av tvåvingar som ingår i familjen fjärilsmyggor.
Släktet innehåller flera arter som är möjliga vektorer för parasiter inom släktet Leishmania..

## Arter[1]
- Phlebotomus aculeatus
- Phlebotomus acuminatus
- Phlebotomus alexanderi
- Phlebotomus alexandri
- Phlebotomus andrejevi
- Phlebotomus angustus
- Phlebotomus ansarii
- Phlebotomus argentipes
- Phlebotomus ariasi
- Phlebotomus ashfordi
- Phlebotomus asperulus
- Phlebotomus autumnalis
- Phlebotomus balcanicus
- Phlebotomus bergeroti
- Phlebotomus bergertoi
- Phlebotomus betisi
- Phlebotomus boucheti
- Phlebotomus brevifilis
- Phlebotomus brevifiloides
- Phlebotomus brevis
- Phlebotomus buccinator
- Phlebotomus burguesae
- Phlebotomus burneyi
- Phlebotomus canaaniticus
- Phlebotomus caucasicus
- Phlebotomus caudatus
- Phlebotomus celiae
- Phlebotomus chabaudi
- Phlebotomus chadlii
- Phlebotomus chinensis
- Phlebotomus colabaensis
- Phlebotomus comatus
- Phlebotomus davidi
- Phlebotomus depaquiti
- Phlebotomus dispar
- Phlebotomus duboscqi
- Phlebotomus duboscqui
- Phlebotomus dycei
- Phlebotomus economidesi
- Phlebotomus eleanorae
- Phlebotomus elgonensis
- Phlebotomus erebicola
- Phlebotomus fantalensis
- Phlebotomus fengi
- Phlebotomus fertei
- Phlebotomus fontenillei
- Phlebotomus frondifer
- Phlebotomus galilaeus
- Phlebotomus gemetchi
- Phlebotomus gibiensis
- Phlebotomus gigas
- Phlebotomus gouldi
- Phlebotomus grovei
- Phlebotomus guggisbergi
- Phlebotomus halepensis
- Phlebotomus hoepplii
- Phlebotomus huberti
- Phlebotomus jacusieli
- Phlebotomus kabulensis
- Phlebotomus kandelakii
- Phlebotomus katangensis
- Phlebotomus kazeruni
- Phlebotomus keshishiani
- Phlebotomus kiangsuensis
- Phlebotomus kyreniae
- Phlebotomus langeroni
- Phlebotomus lengi
- Phlebotomus longicuspis
- Phlebotomus longiductus
- Phlebotomus longipes
- Phlebotomus mackerrasi
- Phlebotomus maduloae
- Phlebotomus major
- Phlebotomus marismortui
- Phlebotomus martini
- Phlebotomus mascittii
- Phlebotomus mascomai
- Phlebotomus mesghalii
- Phlebotomus minteri
- Phlebotomus mireillae
- Phlebotomus mongolensis
- Phlebotomus naqbenius
- Phlebotomus negelctus
- Phlebotomus neglectus
- Phlebotomus newsteadi
- Phlebotomus notteghemae
- Phlebotomus notus
- Phlebotomus nuri
- Phlebotomus orientalis
- Phlebotomus papatasi
- Phlebotomus papuensis
- Phlebotomus pedifer
- Phlebotomus perfiliewi
- Phlebotomus perniciosus
- Phlebotomus pexopharynx
- Phlebotomus philippinensis
- Phlebotomus pholetor
- Phlebotomus riouxi
- Phlebotomus rodhaini
- Phlebotomus rossi
- Phlebotomus rousettus
- Phlebotomus rupester
- Phlebotomus saevus
- Phlebotomus salangensis
- Phlebotomus salehi
- Phlebotomus saltiae
- Phlebotomus sanctijohani
- Phlebotomus sejunctus
- Phlebotomus sergenti
- Phlebotomus sichuanensis
- Phlebotomus sikandraensis
- Phlebotomus simici
- Phlebotomus smirnovi
- Phlebotomus somaliensis
- Phlebotomus stantoni
- Phlebotomus stellae
- Phlebotomus succini
- Phlebotomus sundarai
- Phlebotomus syriacus
- Phlebotomus taylori
- Phlebotomus teshi
- Phlebotomus tobbi
- Phlebotomus transcaucasicus
- Phlebotomus trifilis
- Phlebotomus tubifer
- Phlebotomus tumenensis
- Phlebotomus turanicus
- Phlebotomus vansomerenae
- Phlebotomus wellingsae
- Phlebotomus yunshengensis
- Phlebotomus zulrfargensis